# Avelis hystriculus
Avelis hystriculus là một loài nhện trong họ Thomisidae.
Loài này thuộc chi Avelis. Avelis hystriculus được Eugène Simon miêu tả năm 1895.